# Michel Pignard
Pour les articles homonymes, voir Pignard.
Michel Pignard, dit Pinuche (essentiellement) ou Le Gone de Lyon, né le 1er février 1945 à Lyon, est un pilote de rallyes et de courses de côte français.

## Biographie
Garagiste de profession, il fait ses premières armes en rallye en 1969, sur une NSU 1 300 au Charbo.
Sa carrière s'achève en août 1995, sur une Porsche Carrera lors de la course de côte du Mont-Dore.

## Palmarès

### Titres
- Champion de France de la montagne, en 1976 sur March 762-BMW F2
- Champion de France de la montagne du Groupe 5/7, en 1975 sur March 75S-BMW
  - Double vice-champion d'Europe de la montagne, en 1975 sur March 75S et 1980 sur TOJ SC206
  - Vice-champion de France de la montagne du Groupe A, en 1990 sur Ford Sierra RS 500
  - 3e du championnat de France de la montagne, en 1977 et 1978 sur Chevron B40 ROC
  - 3e du Challenge Simca Shell Goodyear, en 1974

### Victoire en National (championnat de France des rallyes D2)
- Rallye Lyon-Charbonnières, en 1991 avec Franck Berruyer (journaliste de télé lyon métropole TLM) sur BMW M3 (vingt ans après sa neuvième place en 1971 sur A110, dix-neuf après sa sixième place comme copilote de Marie-Claude Beaumont en 1972) (ainsi que sixième encore en 1979 sur Golf GTi et deuxième à deux reprises, en 1986 sur Porsche 911 SC et en 1988 sur Ford Sierra Cosworth)

### Près de 20 victoires enchampionnat d'Europe de courses de côte
- Coppa Bruno Carotti (Rieti-Termnillio) : 1975 sur March 75S-BMW et 1980 sur TOJ SC206-BMW
- Montseny (Barcelone) : 1976 sur March 762-BMW, 1977 sur Chevron B40 ROC et 1980 sur TOJ 206S
- Gibilmanna (Cefalu) : 1978, sur TOJ (Chevron) B36 ROC
- Ampus : 1980, sur TOJ SC206-BMW (classe?)
- Serra-Estrela (Estrela) : 1980, sur TOJ SC206
- Dobratch (Autriche) : 1980, sur TOJ SC206 (classe?)
- Schauinsland (Shinsland) : 1980, sur TOJ SC206
- Coppa Teodori (Ascoli) : 1980, sur TOJ SC206[1]
- Anzere (Suisse) : 1980, sur TOJ SC206
- Mont-Dore : 1980, sur TOJ SC206
- Châtel-Guyon : 1980, sur TOJ SC206
- Rechberg (Autriche) : 1980 et 1981, sur TOJ SC206

### Victoires notables en championnat de France de la montagne
- 1976 : Col St Pierre, Bourbach, St Antonin, Colombier, Tancarville
- 1977 : Colombier, Limonest
- 1978 : Col St Pierre, St Antonin, Bourbach, Colombier, Tancarville
- 1979 : Montmarquet, Tancarville (19 victoires en courses de côte cette saison - record national)

### 24 Heures du Mans
- Onze participations aux 24 Heures du Mans (dont 10 consécutives), en 1973 (abandon), 1977 (sixième avec Jacques Henry pour Racing Organisation Course (ROC) sur Chevron Sport B36 et vainqueur en catégorie 2,0 l), 1978 (onzième pour ROC sur Chevron B36 et encore vainqueur en catégorie 2,0 l), 1979 (abandon), 1980 (abandon), 1981 (abandon), 1982 (abandon), 1983 (abandon), 1984 (onzième, malgré son abandon), 1985 (dix-septième pour Welter Racing Peugeot sur WM P83B avec Jean Rondeau) et 1986 (abandon).